# Jacques Gastineau
Pour les articles homonymes, voir Gastineau.
Jacques Gastineau, né le 30 janvier 1950 à Saint-Maur-des-Fossés, est un sculpteur, réalisateur d'effets spéciaux, de robots animatroniques pour le cinéma et les parcs d'attractions. Il fut également tour à tour,  infographiste, illustrateur, affichiste, créateur de costumes et de décors pour le théâtre et restaurateur de laque chinoise et japonaise.

## Biographie 1982-1999
D'abord illustrateur, Jacques Gastineau attire l'attention avec ses deux affiches du Festival de Paris du Film Fantastique et ses jaquettes vidéo de Films d'horreur. Il s'intéresse à partir de 1982 aux effets spéciaux et se fait engager en 1984 comme assistant de Nick Malley sur Lifeforce de Tobe Hooper,.
De retour en France Il crée la société Animatronic G. Il entreprend la construction d'une tête mécanique radio-contrôlée, et demande à son frère Frédéric de mettre au point un logiciel pour Apple IIE permettant d'enregistrer et de restituer des séquences de mouvements pour plusieurs servomoteurs.
Il crée la société Animatronic G. C'est en 1984 que sera créée la première tête Animatronic française contrôlée par un ordinateur APPLE IIE,,,,, .
Sans rendez-vous, il présente son travail chez RSCG à Jacques Séguéla. Suivront 15 ans de contrats d'effets spéciaux animatronic de 1984 à 1999, principalement pour la publicité. 
À la fin des années 90, cette technique sera largement remplacée par les effets spéciaux numériques 2D et 3D.  

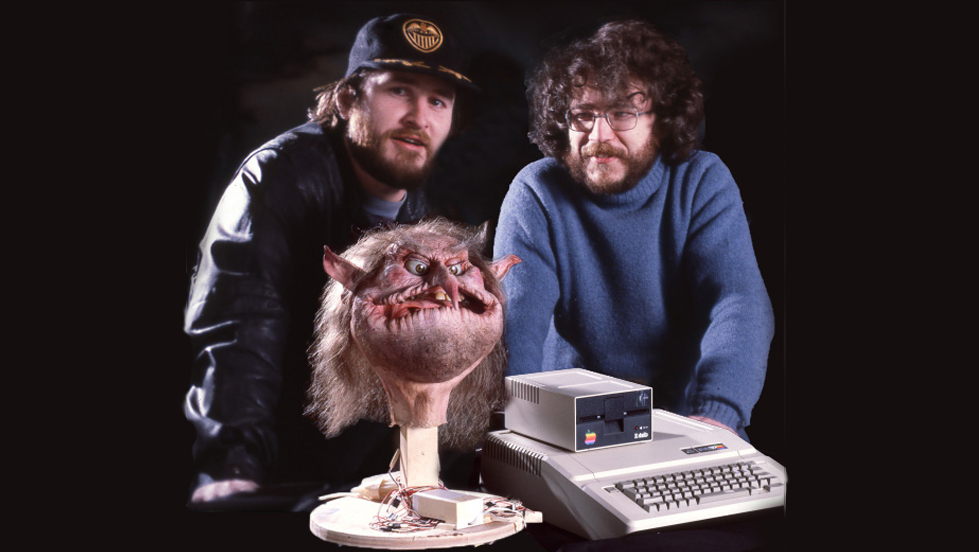
Jacques et Frédéric Gastineau en 1984

## Filmographie
- 1985  Lifeforce de Tobe Hooper, assistant effets spéciaux
- 1987  Terminus de Pierre-William Glenn, superviseur des effets spéciaux

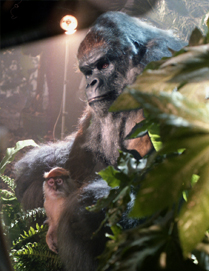
Gorille animatronic

- Gorille animatronic1987  Les predateurs de la nuit  Réalisateur  Jesus Franco (SFX Maquillage)
- 1989  Marquis de Henri Xhonneux, superviseur des effets spéciaux
- 1989  J'ecris dans l'espace  Réalisateur  Pierre Etaix (Araignée animatronique)
- 1991  Ma vie est un enfer  Réalisateur  Josiane Balasko (SFX mecani.&maquilla.)
- 1991  Gawin  Réalisateur  Arnaud Selignac (SFX Maquillage)
- 1992  Sur la terre comme au ciel  Réalisateur  Marion Hansel  (Bébé Animatronic)
- 1993  Les Visiteurs de jean-marie Poiré, effets spéciaux mécaniques et maquillage
- 1994  Le silence du scarbée  Réalisateur  Catherine Beuve Méry  ( Insectes Animés)
- 1994  Cache cash  Réalisateur  Claude Pinoteau  Special effect  ( pas crédité )
- 1995  Neuf mois  Réalisateur  Patrick Braoudé (SFX Maquillage )
- 1995  Gazon Maudit  Réalisateur  .Josiane Balasko  (Special effect Mechanical & makeup)
- 1997  Droit dans le mur  Réalisateur  Pierre Richard (Costume special)
- 1998  Que la lumière soit  Réalisateur  Arthur Joffé (Ours Animatronic)
- 1999  Babel  Réalisateur  Gerard Pullicino  (Personnages Animatronic)

## Publicités
- 1984  Ferrari    Réalisateur  Pierre William Glenn  ( Decor & mechanique )
- 1985  Concorde lafayette  Réalisateur  Olivier Chavarot ( Maquette & mechanique )

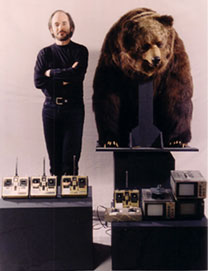
Jacques Gastineau & ours animatronic

- Jacques Gastineau & ours animatronic1986  Credit mutuel  Réalisateur Fabrice Carrazo  ( Personnage Animatronic  )
- 1986  Maitrise de l'énergie  Réalisateur. Richard Raynal  (Gorille Animatronic )
- 1987  Michelin  Réalisateur  Gerard Pires  ( Herissons Animatronic )
- 1987  Guanodor  Réalisateur Jean-Manuel Costa ( Pingouin Animatronic )
- 1988  Rhone-Poulenc  Réalisateur  Peter Suschitzky    ( Bébé Animatronic )
- 1989  Volkswagen polo  Réalisateur  Eric de la Hausserey  ( Fourmis Animatronic  )
- 1990  Descat-Syster  Réalisateur  Bruno Ducourant   (Maquillage special )
- 1990  Label Rouge  Realisateur  Joseph Berthaut ( Poule Animatronic )
- 1991  Lustucru  Réalisateur Jean Pierre Jeunet  ( Marionnettes Animatronic )
- 1991  Lesieur Réalisateur Charles Sturridge  ( Maquillage special )
- 1993  La guerre des sexes  Réalisateur Jean-Marie Poiré ( Effet special )
- 1993  Banque de France  Réalisateur  Baptiste Sullat ( Maquette )
- 1996  Renault  Laguna  Réalisateur  Fabrice Carrazo   (Escargot Animatronic)
- 1997  Danone  Réalisateur  Michaele Anzalone ( Oursons Animatronic )
- 1997  Keno  Réalisateur  Bernard Lissére ( Costume de Gorille )

## Galerie

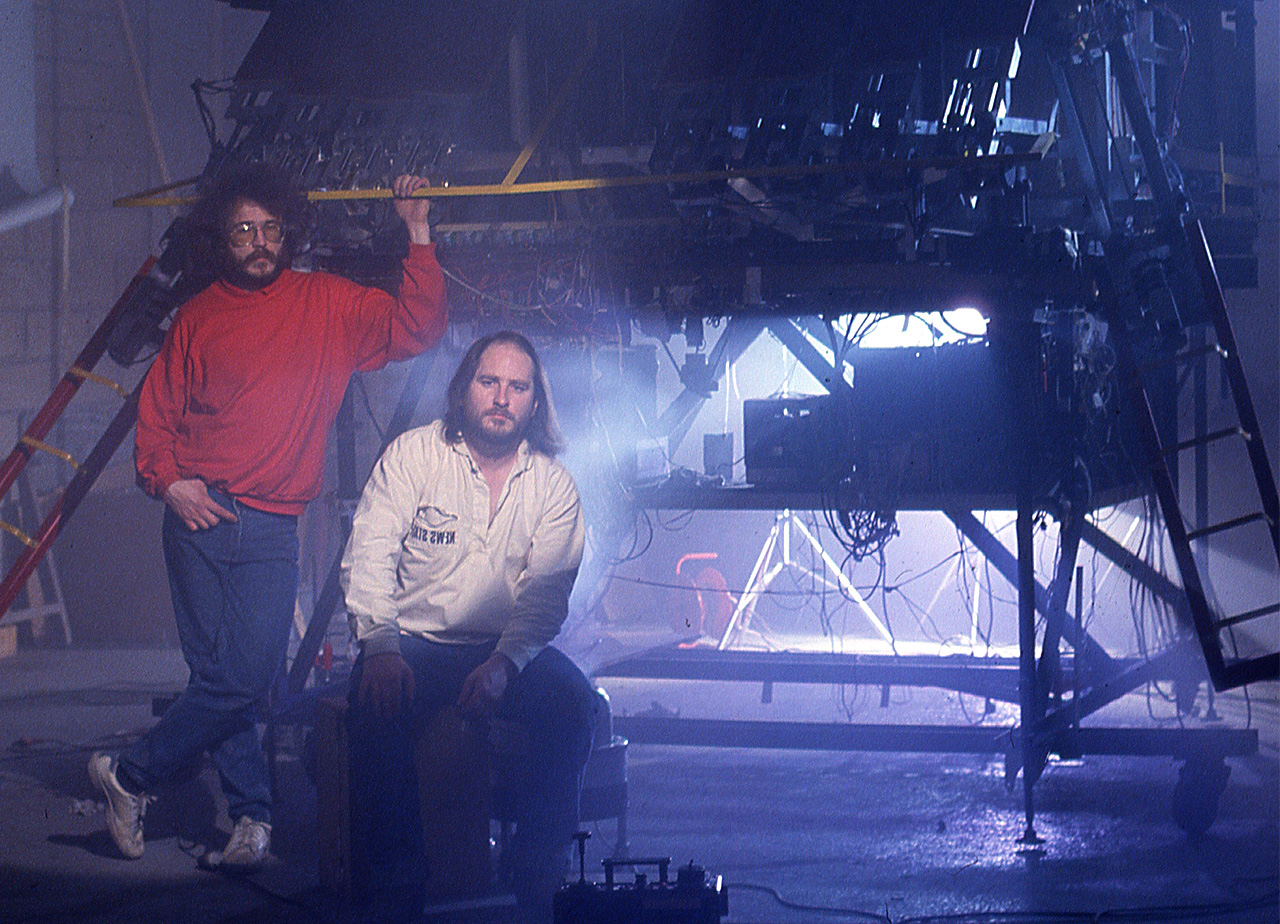
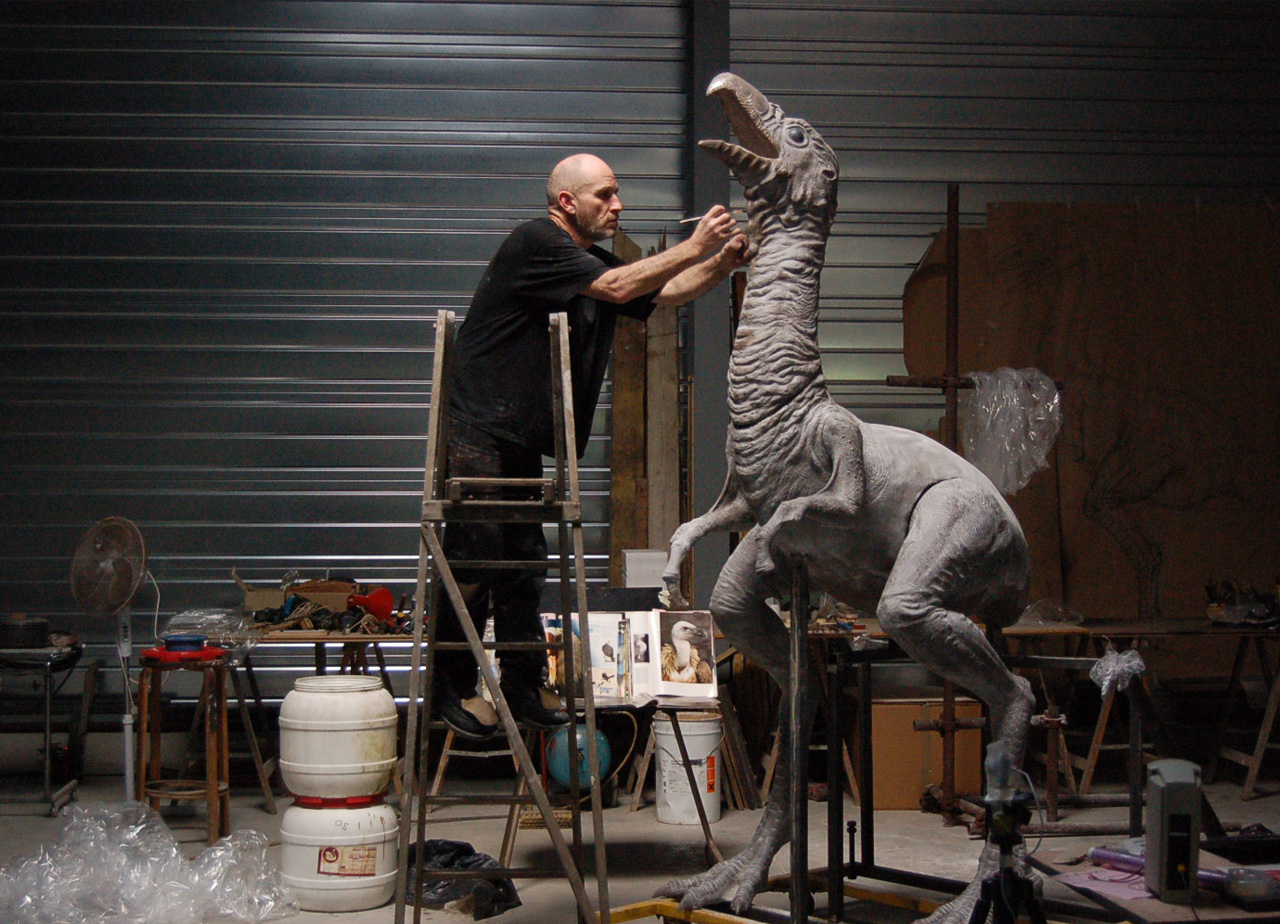
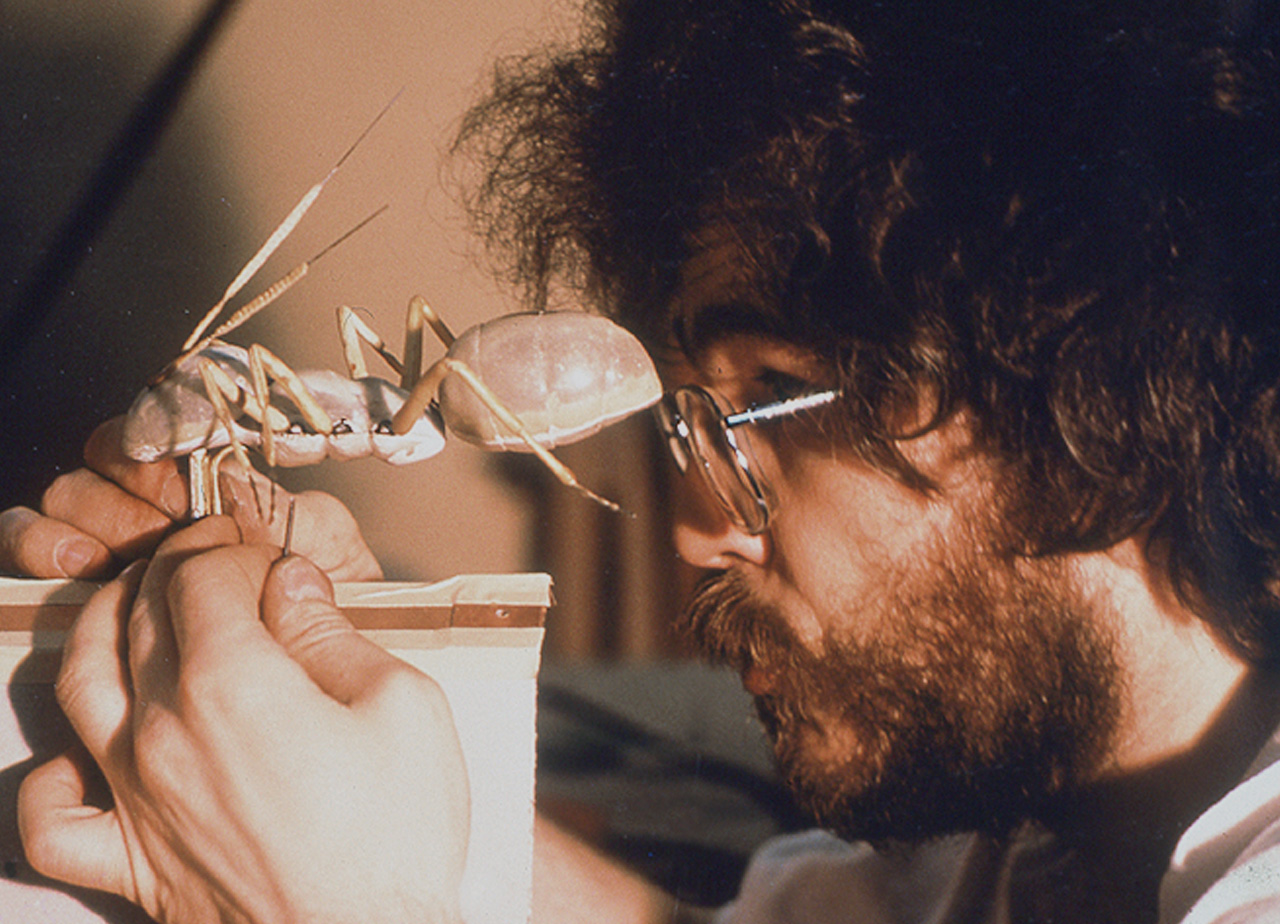
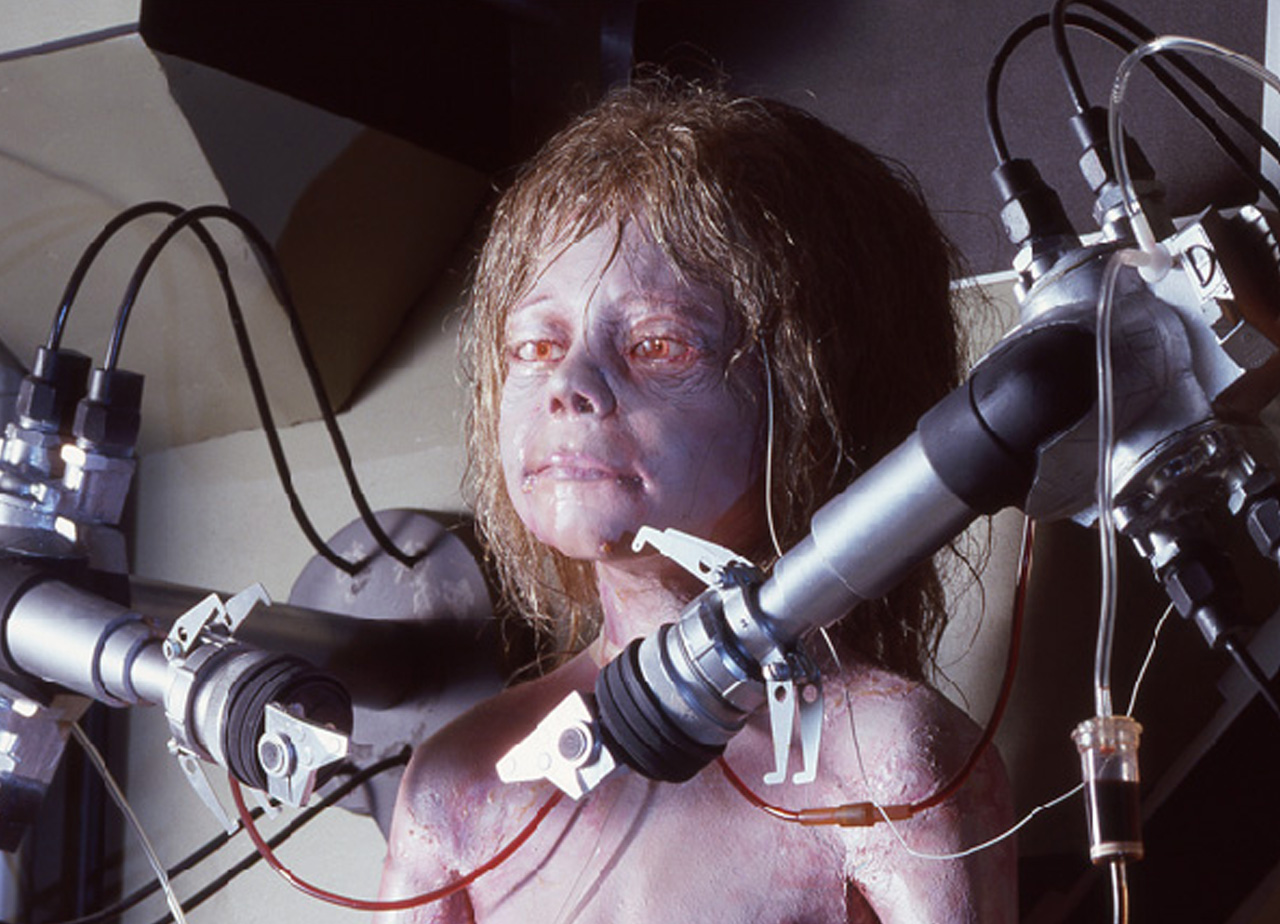
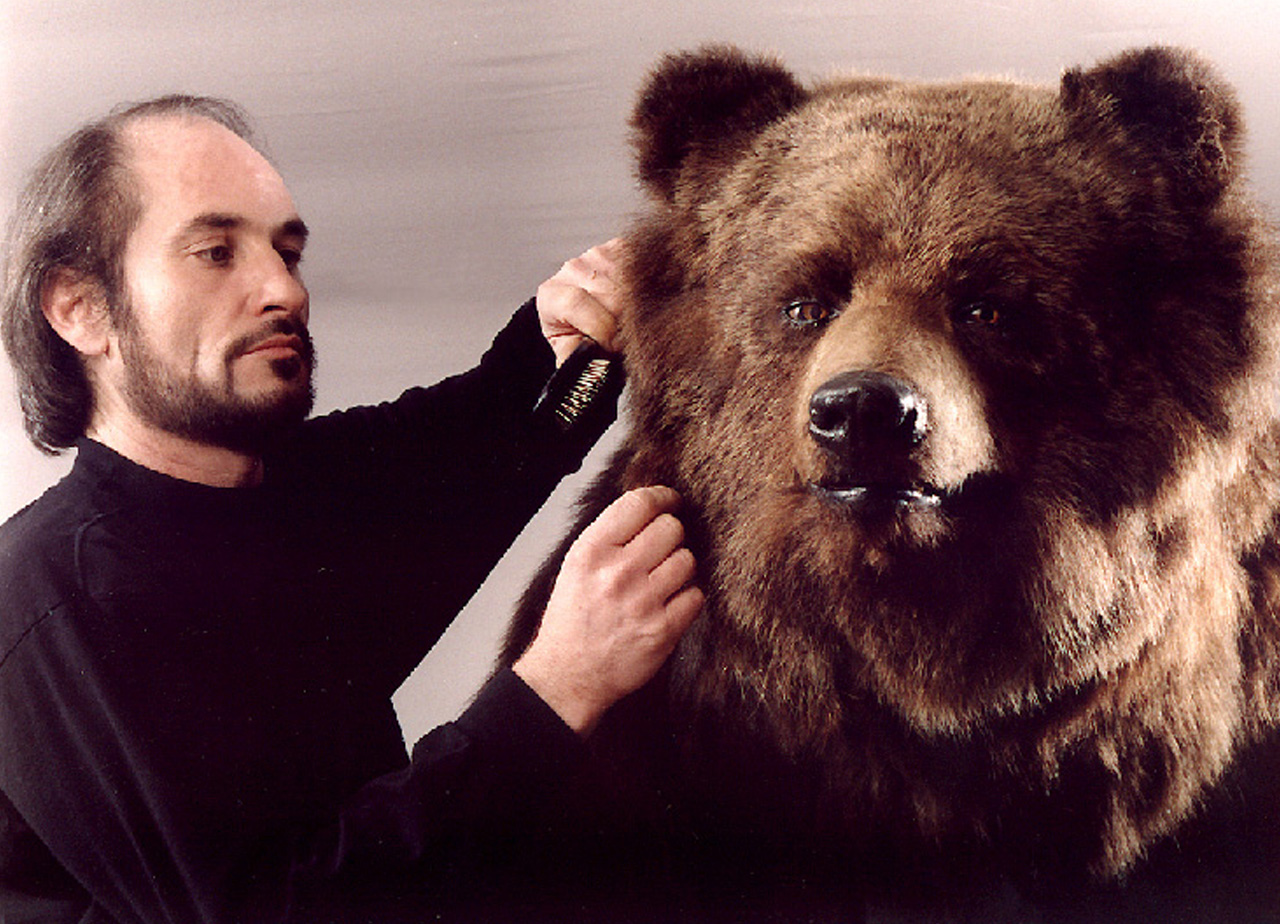
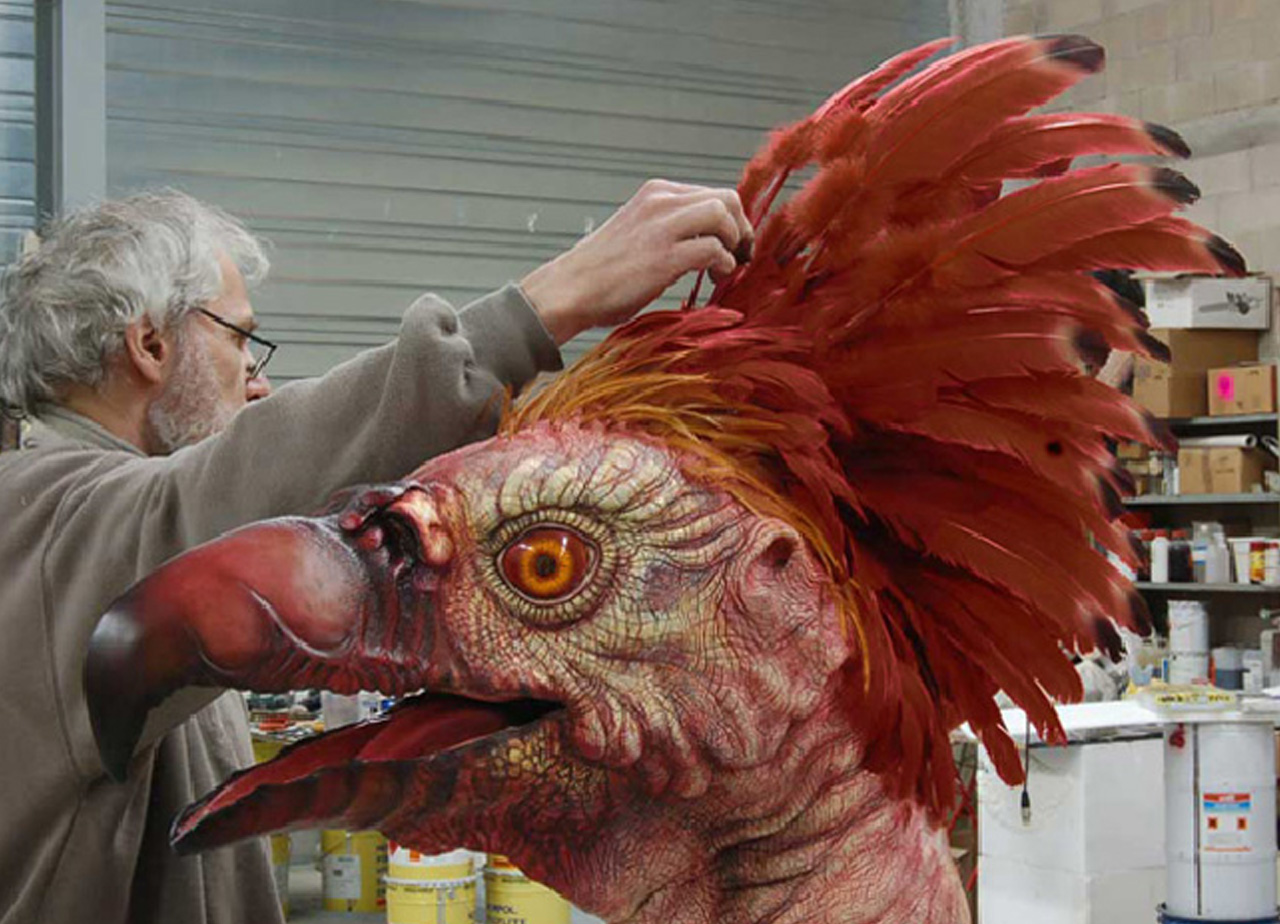